# Evžen Neustupný
Evžen Neustupný (31. října 1933 Praha – 14. ledna 2021) byl český archeolog.

## Životopis
- 1952–1957 studium prehistorie a egyptologie na Filosofické fakultě University Karlovy (1957 prom. hist.)
- 1957–1998 Archeologický ústav ČSAV (později AV ČR) Praha jako vědecký pracovník
- 1966 PhDr.
- 1990–1993 ředitel Archeologického ústavu, v té době i místopředseda komory volených zástupců pracovišť ČSAV
- od 1996 pedagogické působení na Filozofické fakultě Masarykovy univerzity v Brně
- 1998 docent
- 1998 vedoucí katedry Filozofické fakulty Západočeské univerzity v Plzni
- 2002 profesor

Evžen Neustupný byl synem rovněž významného českého archeologa Jiřího Neustupného. Studoval v Praze Akademické gymnázium, poté na FF UK prehistorii a egyptologii. Po studiích nastoupil do AÚ ČSAV, nejprve do expozitury v Mostě, posléze přešel na ústřední pracoviště do Prahy. Především v oblasti expozitury provedl řadu (hlavně záchranných) výzkumů (Tušimice – pravěké doly na křemenec, Chabařovice, oblast Komořanského jezera). Jeho původní specializací byl neolit a eneolit, časem se však začal věnovat spíše otázkám teoretickým a metodologickým, otázkám datovacích metod, paleodemografii, prostorové archeologii, teorii sídelních areálů a dalším sociálně-demografickým námětům; v řadě témat bylo jeho působení u nás průkopnické a dlužno říci, že ne vždy (zvláště staršími generacemi badatelů) přijímané s porozuměním.
V roce 1998 založil studium archeologie na Západočeské univerzitě v Plzni, kde se stal vedoucím katedry archeologie a v roce 2002 profesorem. Byl zakládajícím členem Asociace evropských archeologů. V roce 2014 převzal Cenu Neuron za přínos světové vědě v oboru společenské vědy. Další ceny za vědeckou práci získal i ve Velké Británii, kde byla publikována řada jeho prací.

## Výběr z publikací
- 1998: Space in prehistoric Bohemia, Praha.
- 2000: Dvě archeologie – Two archaeologies. Acta historica et museologica Universitatis Silesianae Opaviensis. Opava: Slezská univerzita 5/2000
- 2001a: Hlavní problémy prostorové archeologie – Principal problems of spatial archaeology. In: J.Kozłowski i E.Neustupný (eds.), Archeologia przestrzeni – Metody i wyniki studiow osadniczych w dorzeczach górnej Laby i Wisły, str. 7–26
- 2001b: The cognitive role of archaeology. In: Z. Kobyliński (ed.), Quo vadis archaeologie? (Whither European Archaeology in the 21st century?), str. 30–37
- 2003: The Non-Practical Dimensions of Prehistoric Landscapes. In: Kunow, J. und J. Müller (eds), Archäoprognose Brandenburg I (Forschungen zur Archäologie im Land Brandenburg 8), str. 291–296
- 2004: Remarks on the Origin of the Linear Pottery culture. In: Lukes, A. and M. Zvelebil (eds), LBK Dialogues (BAR International Series 1304). Oxford, str. 3–5